# المقشع (قرية)
قرية المقشع هي قرية تقع غربي المنامة، وتبعد عنها بنحو 5 كيلو متر تقريباً، وهي إحدى القرى المطلة على شارع البديع حيث تقع على شمال الشارع الذي يفصلها عن قرية القدم التي تقع إلى الجنوب من قرية المقشع. وتحدها من الشمال قرى :الحلة وكرباباد والقلعة، ومن الغرب قرية كرانة، من الشرق قرية جدحفص، تبلغ مساحة قرية المقشع واحد كيلو متر مربع تقريباً.

## السكان وتسمية القرية
عدد سكان قرية المقشع حوالي 3000 نسمة. كان سكان قرية المقشع يعملون في الزراعة حيث أن القرية مشهوره بكثرة عيون الماء العذبة. والمزارع التي تحيط بالقرية من كل جانب بحيث عرفت أحياء القرية ومساجدها بأسماء تلك العيون والمزارع

### أسماء بعض العيون
- عين سويد
- عين جوهاج
- عين أم المناشل

أشتهرت هذه العيون بغزارة مياهها بحيث أن القرى المجاورة مثل الحلة وكرباباد والقلعة كانت تستفيد من مياها لري المزارع عن طريق الأنهر الصغيرة(ساب) التي تخرج من العيون العذبة.
وهناك الكثيرة من العيون التي سميت أسماء المزارع نسبة للعين التي تنبع فيها

### مساجدها
يوجد بالقرية 7 مساجد ومن أشهرها:
مسجد الشيخ يحيى مسجد الشيخ حماد، مسجد السيد عبد الإمام، مسجد العمار، مسجد أبو قبه.
ويوجد بالقرية مأتم واحد للرجال، ومأتم اخر للنساء ويقوم أهالي القرية بإحياء المناسبات الدينية والاجتماعية فيه، ولهذا المأتم الكثير من الأراضي الموقوفة بأسماء أئمة أهل البيت عليهم السلام.

يقال بأن المقشع قديماً كانت تسمى ( بالبلد الكبير )
ويقال أن أهالي القرية تصدوا هم والقرى المجاورة لجيش عبدالملك بن مروان الذي قدم البحرين من أجل
إخضاعها للحكم الأموي هذا الجيش نصب معسكره في المنطقة الواقعة بين قريتي أبو صيبع وقرية المقشع
تحديداً على شارع البديع حالياً،قام الأهالي بحملة على هذا الجيش وهم يرددون ( قشع.. قشع.. قشع )
ومنذ ذلك الحين عرفت قرية المقشع بهذا الإسم 
والله أعلم.